# Bogan
Bogan (AFI: /ˈboʊɡən/) è uno slang australiano e neozelandese per indicare una persona il cui linguaggio, abbigliamento, atteggiamento e comportamento sono considerati poco raffinati o sofisticati. A seconda del contesto, il termine può essere dispregiativo o autoironico. La prevalenza del termine bogan è stata anche associata al cambiamento degli atteggiamenti sociali nei confronti della classe sociale in Australia.
Dagli anni '80, il bogan è diventato una subcultura molto riconosciuta, spesso come esempio di cattivo gusto. Ha antecedenti nelle parole australiane larrikin e ocker, ed esistono vari nomi locali che descrivono i bogan.

## Storia
L'origine del termine bogan non è chiara; sia il Macquarie Dictionary che l'Australian Oxford Dictionary ne citano l'origine come sconosciuta. Alcuni residenti di Sydney ricordano che il termine si basa sul concetto che i residenti dei sobborghi occidentali (stereotipati come "Westies") mostravano quelle che ora vengono definite caratteristiche "bogan" e che un individuo che mostrava queste caratteristiche in misura significativa era "occidentale" quanto il fiume Bogan nel Nuovo Galles del Sud occidentale. Secondo un altro aneddoto, il termine emerse nei sobborghi occidentali e orientali di Melbourne tra la fine degli anni '70 e l'inizio degli anni '80.
Il termine "bog" è utilizzato a Perth, nell'Australia Occidentale, almeno dalla fine degli anni '60, e ha lo stesso significato di "bogan".
Il termine divenne ampiamente noto alla fine degli anni '80 quando il personaggio adolescente Kylie Mole (interpretata da Mary-Anne Fahey), nella serie televisiva comica australiana The Comedy Company, usò frequentemente il termine per denigrare chiunque non le piacesse. Lo stesso programma includeva uno sketch su una rivista chiamata Bogue (una parodia di Vogue), che presentava i tradizionali bogan.
L'Australian National Dictionary Centre (ANDC) ha incluso la parola nel suo progetto di dizionario australiano nel 1991 e ha affermato che il primo utilizzo che hanno trovato è stato nel numero di settembre 1985 della rivista di surf Tracks: "E allora cosa importa se ho un Mohawk e indosso Dr. Martens (stivali per tutti voi bogans disinformati)?". 
Nel 2019, Bruce Moore dell'Australian National University ha pubblicato un articolo su The Conversation, in cui ha suggerito un uso o un'origine precedente della parola, scoperto dalla storica Helen Doyle: un articolo in una rivista studentesca pubblicata allo Xavier College di Melbourne nel 1984, che descrive un giocattolo immaginario, la "bambola bogan", che possiede molte caratteristiche dello stereotipo bogan.
Ci sono luoghi nel Nuovo Galles del Sud occidentale che contengono bogan nel loro nome, ad esempio Bogan Shire, il fiume Bogan e il villaggio rurale di Bogan Gate. Quest'ultimo, ad esempio, deriva dalla parola aborigena locale che significa "il luogo di nascita di un importante capo della tribù locale". I residenti di strade come Bogan Place e Bogan Road sono stati spinti all'azione dalle connotazioni negative dei loro nomi e hanno fatto pressioni per rinominarli, spingendo il sindaco di Ku-ring-gai Nick Ebbeck a scherzare sul fatto che lui stesso fosse un po' un bogan. La poesia del 1902 "City of Dreadful Thirst" del poeta australiano Banjo Paterson fa riferimento a una "pioggia di Bogan" come termine che significa "tre gocce di pioggia e un po' di polvere", sebbene questo sia probabilmente un riferimento alla zona arida intorno al fiume Bogan. I cancelli improvvisati in una recinzione rurale nel nord-ovest del Nuovo Galles del Sud erano noti come cancelli bogan almeno a partire dagli anni '60.

## Concetto

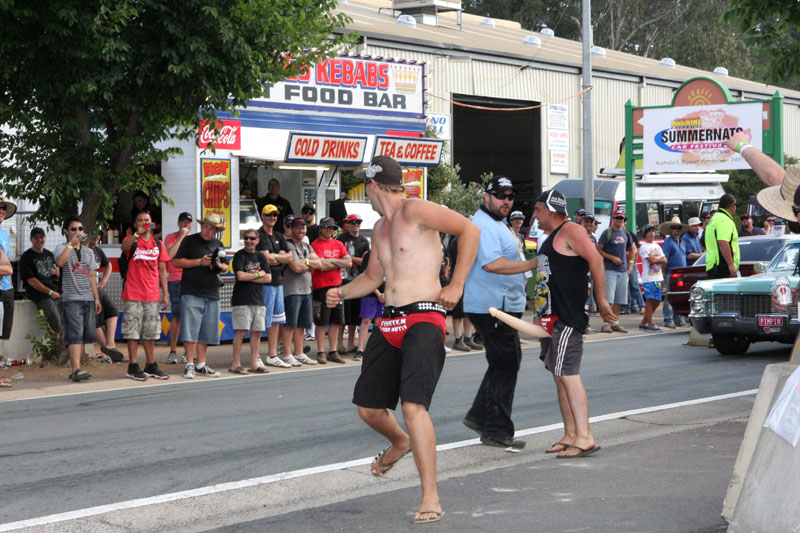
Il festival annuale delle auto Summernats è stato descritto come "il sogno dei bogan che diventa realtà".

Alcune caratteristiche regolarmente associate allo stereotipo del bogan includono gli australiani anglo-celtici che risiedono nei sobborghi operai esterni delle città più grandi, con una dentatura non curata poiché non hanno ricevuto cure dentistiche a causa del costo, che hanno una posizione anti-autoritaria o sciovinista, così come l'interesse per la musica rock classica, la guida incontrollata e il consumo eccessivo di alcol.
Alcuni tipi di abbigliamento sono stereotipicamente associati ai bogan, tra cui camicie di flanella, canotte blu, pantaloncini di marca "Stubbie", abbigliamento da lavoro fluorescente, stivali Ugg, jeans e leggings neri.
Le auto Holden dalla FJ alla HQ, le Torana, alcune Commodore (soprattutto le varianti sportive, in particolare le Peter Brock Commodore), i modelli SS, le HSV e le Ford Falcon fino ai modelli AU, in particolare quelli modificati o mal mantenuti, sono associati ai bogan.
Una persona descritta come bogan può rifiutarsi di conformarsi agli standard di gusto, alle abitudini alimentari, alle attività del tempo libero, agli stili di abbigliamento e ai modi di parlare della classe media, e potrebbe essere disprezzata da alcuni gruppi a causa di percezioni preconcette e pregiudizi che possono spesso esacerbare le difficoltà affrontate dalle persone svantaggiate.
Mel Campbell ha sostenuto in un articolo del 2006 su The Sydney Morning Herald che "bogan" (incluso "cashed-up bogan") è un concetto personale e nebuloso, frequentemente utilizzato in un processo in cui "usiamo l'idea del bogan per mettere in quarantena idee di australianità che ci allarmano o ci mettono a disagio. È un modo per erigere barriere culturali immaginarie tra 'noi' e 'loro'". Campbell sostiene che, sebbene molte persone credano di sapere esattamente cosa sia un bogan e quali possano essere le sue caratteristiche, non esiste un insieme definito di caratteristiche di un bogan: chi parla immagina che la persona indicata sia diversa da sé e meno colta di sé. Campbell considerava "cashed-up bogan" un "termine stupido". Un'argomentazione simile è avanzata da David Nichols, autore di The Bogan Delusion (2011), il quale afferma che le persone hanno "creato questa creatura, che è un essere umano inferiore, per esprimere il loro odio interclassista".

## Uso non dispregiativo
Il termine bogan è stato talvolta utilizzato in senso positivo per indicare l'orgoglio di essere tendenzialmente rozzi.
Nel 2002, Michelle Griffin ha sostenuto il fatto che "bogan" non viene più utilizzato solo come insulto, ma è in realtà un modo per identificarsi con la cultura "australiana" di cui molti cittadini anglo-australiani sono orgogliosi e che mentre in passato bogan era un termine di disprezzo, oggigiorno è diventato "cool" essere un bogan. 
La stazione radio Triple J ha celebrato il "National Bogan Day" il 28 giugno 2002, trasmettendo musica di gruppi rock come Cold Chisel, Midnight Oil, Rose Tattoo e AC/DC. 
In uno studio del 2011, gli studenti di linguistica dell'Università di Auckland hanno scoperto che il termine era probabilmente considerato positivo dalle persone di età inferiore ai 30 anni, rispetto agli over 30 che generalmente lo consideravano un termine più negativo. 

## Rappresentazione

### Televisione
Il tipico bogan è stato ritratto in televisione in show come Outrageous Fortune, Bogan Hunters, Fat Pizza, Housos, Bogan Pride, Kath & Kim, Upper Middle Bogan e Regular Old Bogan. 
Peter (pronunciato 'Poi-da') era un personaggio ricorrente interpretato da Eric Bana nello sketch comico degli anni '90 Full Frontal.

### Film
"The Castle" e "Muriel's Wedding" sono alcune delle classiche commedie bogan.

### Internet
Il popolare sito web (e libro best-seller del 2010) Things Bogans Like contiene 250 articoli su varie cose che si dice piacciano ai bogan e suggerisce che "un bogan oggi sfida reddito, classe, razza, credo, genere e logica". 
Nel 2007 Microsoft ha ritenuto bogan uno dei 20 colloquialismi più rilevanti per gli utenti australiani quando la parola è stata aggiunta al dizionario di Microsoft Office 2007. La parola è entrata nell'Oxford English Dictionary nel giugno 2012.
La parola bogan spesso attira online un'attenzione negativa verso gli australiani anglo-celtici. 

### Applicazioni
È stata creata un'app chiamata "The Bogan Test" per esaminare la probabilità che una persona rientri nei limiti della categoria bogan. 

### Musica
La band di Melbourne TISM canta della discriminazione derivante dalla provenienza dai "sobborghi occidentali" in "The History of Western Civilization", contenuta nell'album "Hot Dogma" uscito nel 1990.
Il gruppo ska punk australiano Area-7 ha ottenuto uno dei suoi più grandi successi con la canzone "Nobody Likes A Bogan", pubblicata nel 2002.
Ben Folds ha incluso il testo "Now I see the Bogans at the motor race" nella sua canzone "Adelaide" dal suo EP 'Super D', pubblicato nel 2004.

## Utilizzo nel marketing
"CUB" o "cashed up bogan" è stato utilizzato dall'analista sociale David Chalke nel 2006 per descrivere persone di origine operaia che ora guadagnano un alto stipendio e spendono i loro guadagni in costosi beni di consumo in modo ostentato. I media hanno citato il tennista Lleyton Hewitt e sua moglie, l'attrice Bec Cartwright, come esempi di questa definizione. Successivamente la Kaesler Winery, nella Barossa Valley, ha lanciato un vino Shiraz con il nome Bogan.

## Termini regionali equivalenti
The Courier-Mail ha descritto "bogan" come ineguagliabile e meritevole di essere accettato come parola chiave australiana. Ha anche scritto: "Esistono molte altre parole che pretendono di descrivere lo stesso sottoinsieme o comportamento sociale e culturale, ma 'bogan' è davvero unico".
Sebbene il termine "bogan" sia compreso in tutta Australia e Nuova Zelanda, alcune regioni hanno i propri termini gergali per indicare lo stesso gruppo di persone. Questi termini includono:
- "Bevan" o "Bev" nel Queensland[38].
- "Booner" a Canberra[39].
- "Chigger" (anche "chigga" o "chig") in Tasmania. Questo sembra essere un riferimento al sobborgo di Hobart di Chigwell[4].
- "Scozza" a Geelong[4].

"Westie" o "westy" non è sinonimo di bogan, sebbene i westies siano spesso stereotipati come bogan. "Westie" è precedente a bogan, originato a Sydney negli anni '70 per riferirsi alle persone provenienti dai sobborghi occidentali di quella città. Poiché tali sobborghi sono prevalentemente aree della classe operaia, il termine denota una persona che generalmente fa l'operaio, con poca istruzione, poco gusto e orizzonti molto limitati. "Westie" è ora ampiamente utilizzato in molte città e paesi sia in Australia che in Nuova Zelanda, dove si riferisce in particolare agli abitanti di West Auckland.